# Prințesa Augusta Sofia a Regatului Unit
Prințesa Augusta Sofia (8 noiembrie 1768 – 22 septembrie 1840) a fost membră a familiei regale britanice, a doua fiică a regelui George al III-lea al Regatului Unit și a reginei Charlotte. A fost prințesă a Regatului Unit și prințesă de Hanovra.

## Copilărie și adolescență

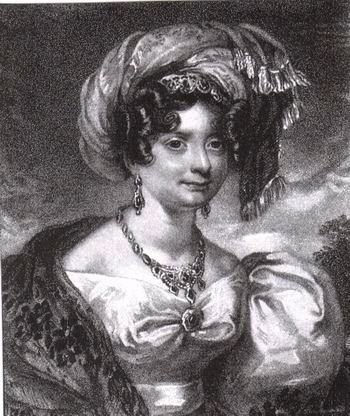
Portret al Prințesei Augusta Sofia

Prințesa Augusta Sofia s-a născut la Palatul Buckingham, Londra, al șaselea copil și a doua fiică  a regelui George al III-lea (1738–1820) și a soției lui, regina Charlotte. Tatăl ei își dorea mult ca noul copil să fie o fată.
Tânăra prințesă a fost botezată la 6 decembrie 1768, de Frederick Cornwallis, arhiepiscop de Canterbury, la Palatul St. James. Nașii ei au fost Prințul Carol de Mecklenburg (unchi din partea maternă), regina Danemarcei (mătușa paternă) și Ducesa de Braunschweig-Lüneburg (mătușa paternă). Când avea numai o lună, Lady Mary Coke a declart-o "cel mai frumos bebeluș pe care l-am văzut".